# Incidents in the Life of a Slave Girl

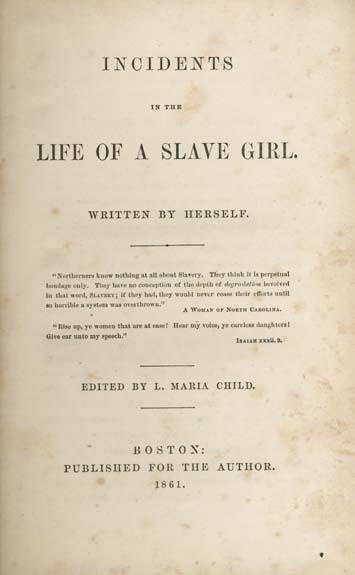
Page de garde de l'édition originale.

Incidents in the Life of a Slave Girl, ou Incidents dans la vie d'une jeune esclave en français, est une autobiographie écrit par une jeune mère fugitive et publié en 1861 par Lydia Maria Child pour son auteur, Harriet Jacobs (qui utilise pour l'occasion le pseudonyme de Linda Brent. Le livre raconte la vie d'esclave de Harriet Jacobs et la façon dont elle a gagné sa liberté pour elle-même et pour ses enfants. Elle a contribué au genre du récit d'esclave en utilisant les techniques des romans sentimentaux "pour parler des problèmes raciaux et sexuels". Elle explore les luttes et les abus sexuels que les femmes esclaves subissent, ainsi que leurs efforts pour réussir leur maternité et protéger leurs enfants lorsqu'ils pourraient être vendus.
Ce livre s'adresse prioritairement aux femmes blanches du nord, qui ne réalisent pas l’atrocité de l'esclavage. Elle en appelle directement à leur humanité, afin d'élargir leurs connaissances et d'influencer leurs opinions vis-à-vis de l'esclavage en tant qu'institution.
Harriet Jacobs commença à écrire Incidents in the Life of a Slave Girl après son évasion à New York, alors qu'elle vivait et travaillait à Idlewild, la maison sur le Hudson de l'écrivain et éditeur Nathaniel Parker Willis.
La maison d'édition de Boston Phillips & Samson accepta d'imprimer son livre si Harriet Jacobs convainquait Nathaniel Willis ou l'auteur abolitionniste Harriet Beecher Stowe de le préfacer. Mais elle refusa de le demander à Willis, et Harriet Stowe ne répondit jamais à sa demande. Phillips & Samson fit faillite peu de temps après. Harriet Jacobs signa ensuite un accord avec Thayer & Eldridge, qui demanda une préface par l'abolitionniste Lydia Maria Child, qui accepta. Elle édita également le livre, et les deux femmes restèrent ensuite en contact pendant une grande partie de leurs vies. Thayer & Eldridge, cependant, fit faillite avant la publication.

## Contexte historique
Après avoir été publié partiellement sous forme de série dans le New-York Tribune, le livre fut édité en intégralité en 1861. Sa publication a été rapidement éclipsée par le début de la guerre de sécession, mais il attira une importante attention car il abordait des thèmes mis en évidence par le mouvement abolitionniste.

### Œuvres abolitionnistes
Incidents in the Life of a Slave Girl aborde des questions précédemment soulevées dans des travaux d'abolitionnistes blancs, notamment Harriet Beecher Stowe elle-même, dans son roman La case de l'oncle Tom (1852), qui avait astucieusement combiné les genres de récits d'esclaves et de romans sentimentaux. Harriet Stowe avait basé son roman sur plusieurs récits d'esclaves préexistants.
Alors que Harriet Stowe écrivait sur des personnages luttant durant leur vie d'esclavage, Harriet Jacobs présente le récit authentique d'une femme noire, de son enfance et de son adolescence naviguant dans l'environnement complexe de la civilisation suprémaciste blanche, machiste, chauviniste et basée sur l'esclavage. Harriet Stowe s'intéresse aux causes lointaines et indirectes de l'esclavage, en affirmant que tout le monde aux États-Unis est impliqué dans son cycle, y compris les femmes du sud, les personnes vivant au Nord, et les gens n'ayant pas d'esclaves. La parution de son livre a suscité un important soutien abolitionniste au nord, et une tout aussi importante résistance au sud ; plusieurs romans anti-Tom ont été publiés par des auteurs sudistes en réponse, présentant une image bienveillante de l'esclavage dans les plantations. Le président Abraham Lincoln crédita le travail de Harriet Stowe comme contribution au début de la guerre civile.
Harriet Jacobs avait initialement cherché à dicter son histoire à Harriet Stowe. Au lieu de cela, Stowe lui proposa d'inclure son récit dans La clé de la case de l'oncle Tom (1853) et l'envoya à Mme Willis (la femme de Nathaniel Parker Willis, chez qui logeait et travaillait Harriet Jacobs) pour vérification. Harriet Jacobs considéra cette attitude condescendante comme une trahison, de plus Harriet Stowe avait révélé l'origine de ses enfants et les circonstances de leur naissance, ce dont elle n'avait jamais discuté avec Mme Willis. L'incident décida Harriet Jacobs à écrire son histoire elle-même.

### Culte de la vraie féminité
Durant la période d'avant-guerre, le culte de la vraie féminité était répandu parmi les femmes blanches des hautes et moyennes sociétés. Cet ensemble d'idéaux, décrit par Barbara Welter, affirmait que toutes les femmes possédaient (ou devraient posséder) les vertus de piété, de pureté, d’application au foyer, et de soumission.  Venetria K. Patton explique que Harriet Jacobs et Harriet E. Wilson, qui a écrit Our Nig, avaient reconfiguré le genre du récit d'esclave et de la littérature sentimentale, en revendiquant le titre de "femme et mère" pour des femmes noires et en suggérant que la définition de la féminité par la société était trop étroite. Elles contestèrent et "rénovèrent" les descriptions de Stowe de la maternité des femmes noires.
Elles démontrèrent également que l'institution de l'esclavage rendait impossible pour les femmes afro-américaines d'avoir le contrôle de leur vertu, du fait de leur soumission à la puissance sociale et économique des hommes. Harriet Jacobs a montré que les femmes esclaves avaient une expérience différente de la maternité, mais de forts sentiments en tant que mères, malgré les contraintes de leur position.
Harriet Jacobs était clairement consciente et adhérente à ces vertus féminine, car elle se réfère à elles comme une raison pour les femmes abolitionnistes pour agir et protéger les femmes noires esclaves et leurs enfants. Dans le roman, elle explique les événements de la vie qui empêchent Linda Brent de pratiquer ces valeurs, bien qu'elle en ait envie. Par exemple, elle ne peut pas avoir sa propre maison pour sa famille, elle ne peut donc pas pratiquer sa vertu domestique.

### L'esclavage et la guerre civile
Quand le livre de Harriet Jacobs fut finalement publié, la guerre civile avait déjà commencé, et il fut enterré sous des nouvelles de la guerre. Harriet Jacobs avait voulu interpeller les abolitionnistes, et obtenir le soutien des femmes blanches et riches de la classe moyenne pour la cause des femmes esclaves.
Son livre aborde l'influence du Fugitive Slave Act de 1850 sur les gens du nord comme du Sud. Cette loi exigeait des citoyens des états libres qu'ils coopèrent à la capture et au retour des esclaves fugitifs chez leurs maîtres, en aggravant les sanctions pour interférences. Cette loi considérait comme traître toute personne trouvant un esclave réfugié qui ne l'apporterait pas à son propriétaire. Cette loi n'empêcha pourtant pas les abolitionnistes et activistes de l'Underground Railroad, qui continuèrent à venir en aide aux esclaves durant les années 1850.

## Résumé du récit

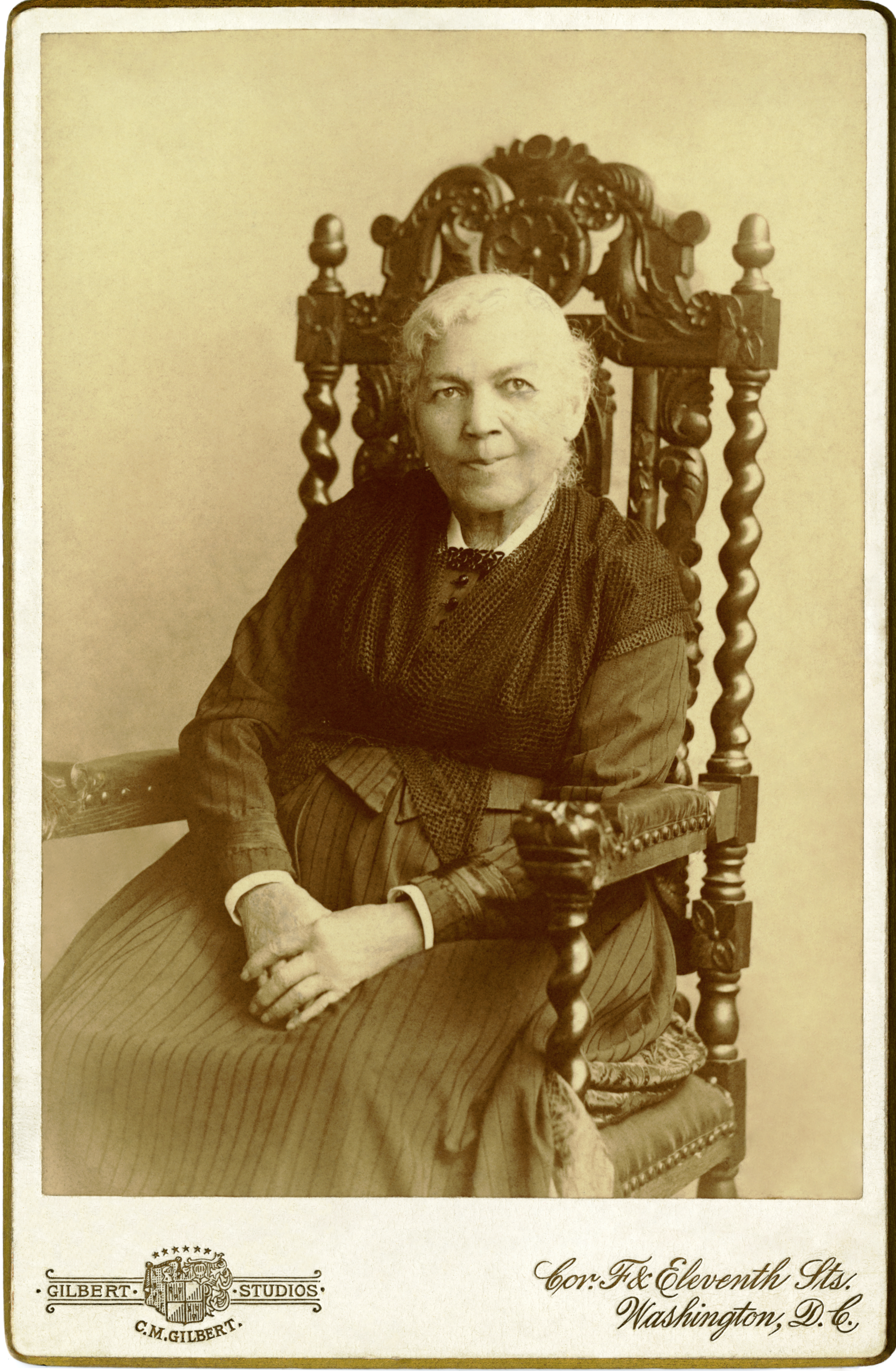
Harriet Jacobs en 1894.

Née esclave à Edenton, en Caroline du nord, en 1813, Linda a des années d'enfance heureuse avec son frère, ses parents et sa grand-mère maternelle, qui sont esclaves « aisés », ayant de « bonnes » positions. Ce n'est que lorsque sa mère meurt que Linda commence à comprendre qu'elle est une esclave. À l'âge de six ans, elle est envoyée vivre dans une grande maison, aux soins de la maîtresse de sa mère, qui la traite bien et qui lui apprend à lire. Après quelques années, cette maîtresse meurt, léguant Linda à l'un de ses parents. Ses nouveaux maîtres sont cruels et négligents, et le Dr Flint, le père, s'intéresse à Linda. Il essaie de la forcer à avoir des relations sexuelles avec lui au début de son adolescence. La jeune fille résiste à ses supplications et le maintient à distance.
Sachant que le Dr Flint fera tout pour la soumettre à ses désirs, Linda consent à avoir une relation avec un voisin blanc, M. Sands, en espérant qu'il la protégera de Flint. M. Sands et Linda ont deux enfants métis : Benjamin, souvent appelé Benny, et Ellen. Parce qu'ils sont nés d'une mère esclave, ils sont considérés comme esclaves aussi, en vertu du principe de partus sequitur ventrem, en vigueur au sud depuis le XVIIe siècle. Linda a honte d'elle-même, mais espère que cette relation illégitime la protégera tout de même des assauts du Dr Flint. Linda espère aussi que cela le rendra suffisamment en colère pour qu'il la vende à son amant. Il n'en fait rien, et l'envoie dans une plantation de son fils, pour qu'elle ait la vie dure dans les champs.
Lorsque Linda découvre que Benny et Ellen seront également envoyés dans les champs, elle échafaude un plan désespéré : s'échapper vers le nord, avec ses deux petits enfants serait presque impossible. Ne voulant ni se soumettre aux abus du Dr Flint, ni abandonner sa famille, elle se cache dans le grenier de sa grand-mère, Tante Martha. Elle espère que le Dr Flint, croyant qu'elle a fui vers le nord, vendra ses enfants plutôt que de risquer de les voir s'échapper aussi. Linda est folle de joie lorsque le Dr Flint les vend finalement à un négrier représentant secrètement leur père. Promettant de libérer les enfants un jour, Sands les assigne à vivre chez tante Martha. Linda devient physiquement affaiblie à force d'être confinée dans l'étroit grenier, où elle ne peut ni s'asseoir, ni se tenir debout. Son seul plaisir est de regarder ses enfants à travers un petit trou.
M. Sands se marie et est élu député. Quand il emporte sa fille esclave Ellen à Washington, pour tenir compagnie à sa fille légitime nouvellement née, Linda se rend compte qu'il ne libérera peut-être jamais leurs enfants. Inquiet qu'il puisse finalement la vendre, elle décide de fuir avec eux vers le nord. Mais le Dr Flint continue ses recherches, sortir du grenier est encore trop risqué.
Après avoir vécu sept ans dans le petit grenier, Linda s'échappe enfin vers le nord par bateau, laissant Benny avec tante Martha. Linda traque Ellen, âgée alors de neuf ans, qui vit à Brooklyn, dans une maison appartenant à une cousine de M. Sands, Mme Hobbs. Linda est consterné de voir qu'Ellen est toujours traitée comme une esclave, alors que l'esclavage a été aboli à New York. Elle craint que Mme Hobbs n’emmène Ellen au sud et la mette hors de portée de sa mère. Linda trouve du travail en tant que nourrice pour les Bruces, une famille de New York qui la traitent très bien.
Apprenant que le Dr Flint est toujours à sa poursuite, Linda s'enfuit à Boston, où elle retrouve son fils Benny qui s'est également échappé. Le Dr Flint arrive alors à faire valoir que la vente de Benny et Ellen était illégitime, et Linda est terrorisée à l'idée qu'il les reprenne en esclaves, elle et ses enfants.
Quelques années plus tard, Mme Bruce meurt. Linda passe alors quelque temps avec ses enfants à Boston. Elle passe ensuite un an en Angleterre pour prendre soin de la fille de M. Bruce et, pour la première fois de sa vie, jouit de la liberté de préjugés raciaux. Lorsque Linda retourne à Boston, elle envoie Ellen en internat. Benny part en Californie avec son oncle William, le frère de Linda, qui s'est également enfui au nord. M. Bruce se remarie, et Linda prend soin de son nouveau-né. Le Dr Flint meurt enfin, mais sa fille, Emily, écrit à Linda pour revendiquer sa propriété sur elle.
Le Fugitive Slave Act de 1850 est voté par le Congrès, rendant Linda et ses enfants extrêmement vulnérables à la capture et au ré-asservissement, car il exige par la loi la coopération des citoyens des États libres. Emily Flint et son mari, M. Dodge, arrivent à New York pour capturer Linda. Alors que celle-ci se prépare à vivre dans la clandestinité, la nouvelle Mme Bruce propose d'acheter sa liberté. Linda refuse tout d'abord, ne voulant pas être achetée et vendue à nouveau, et se prépare à rejoindre Benny en Californie. Mme Bruce rachète pourtant Linda, qui lui en est reconnaissante, mais exprime son dégoût de l'institution qui a exigé une telle opération. Linda note qu'elle n'a toujours pas réalisé son rêve d'avoir un foyer avec ses enfants.
Le livre se termine avec deux témoignages de sa véracité : l'un de Amy Post, un abolitionniste blanc; et l'autre de George W. Lowther, un écrivain anti-esclavagiste noir.

## Tableau des personnages

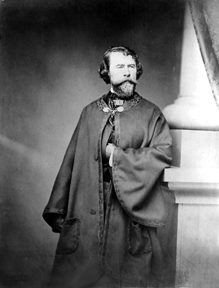
Daguerréotype de Nathaniel Parker Willis, M. Bruce dans le livre.

Linda Brent est Harriet Jacobs, la protagoniste.
Le Dr Flint est le Dr James Norcom, le maître de Linda et son ennemi.
Tante Martha est Molly Horniblow, la grand-mère maternelle de Linda et son alliée.
Mme Flint est Mary "Maria" Norcom, la maîtresse de Linda et la femme du Dr Flint.
M. Sands est Samuel Tredwell Sawyer, le partenaire sexuel blanc de Linda et le père de ses enfants, Benny et Ellen.
William Brent, de son vrai nom John Jacobs, est le frère de Linda.
Emily Flint est Marie Mathilde Norcom, la fille du Dr Flint, et propriétaire de Linda.
Benny Brent est Joseph Jacobs, le fils de Linda.
Ellen Brent est Louisa Matilda Jacobs, la fille de Linda.
M. Bruce est Nathaniel Parker Willis.
Mme Bruce est Cornelia Grinnel Willis.

## Réponse critique
Incidents in the Life of a Slave Girl reçut d'abord des critiques favorables, mais perdit rapidement de l'attention du grand public en raison du début de la guerre civile. Après la fin de la guerre, les lecteurs qui découvrirent ce travail étaient confus quant à l'identité de l'auteur ; en raison de l'utilisation d'un pseudonyme, certains crurent que l'auteure était Lydia Maria Child ou Harriet Beecher Stowe. Le livre a donc finalement été classé comme un roman.
L'intérêt pour le livre fut relancé dans les années 1970 et 1980, avec les revendications des minorités, et les combats pour le droit des femmes. L'historien Jean Blassingame fit valoir à cette époque, cependant, que le roman de Harriet Jacobs n'était pas le travail authentique d'un ancienne esclave parce qu'il "n'est pas conforme aux lignes directrices de la représentativité", notant qu'il se distinguait des autres récits d'esclaves. Depuis lors, d'autres historiens et les critiques reconnurent que Harriet Jacobs abordait les questions d'un point de vue différent de la plupart des hommes. Ils notèrent comment elle différait par son approche pour présenter son point de vue sur l'esclavage en tant que femme noire.
Jean Fagan Yellin commença des recherches sur le livre au cours de cette période. Elle réussit à documenter que Harriet Jacobs, esclave enfuie puis libérée, était la véritable auteure du récit. Elle a également annoté et documenté les événements et personnes du roman en les reliant directement à la vie de Harriet Jacobs, montrant la large base autobiographique du récit.

## Canon de la littérature afro-américaine et historiographique
Comme roman afro-américain et comme document historique, les Incidents constitue une intervention critique nouvelle aux débuts de la littérature noire américaine, en particulier en choisissant d'exposer la situation des femmes noires esclaves. Précurseur du féminisme noir, le livre dirigea l'attention de la critique sur la façon dont la race et le genre contribuèrent à créer des conditions spécifiques d'absence totale de liberté.

## Le grenier
L'espace du grenier, dans lequel Harriet Jacobs  est restée confinés durant sept ans, a été utilisé comme métaphore de la pensée critique noire, notamment par la théoricienne Katherine McKittrick. Dans son texte, Demonic Grounds: Black Women and the Cartographies of Struggle, McKittrick fait valoir que ce grenier “souligne la façon dont la géographie est transformé par Jacobs comme un espace praticable et paradoxal”. Quand elle entre dans son “trou sur le monde”, Harriet Jacobs affirme que “[cette] obscurité continuelle était oppressante...sans un rai de lumière...[et] sans objet à regarder pour mes yeux". Cependant, une fois qu'elle perce des trous dans cet espace avec une vrille, Harriet Jacobs crée une opposition de point de vue sur le fonctionnement de la plantation, et devient ce que Katherine McKittrick appelle un "maître désincarné, pouvant tout voir sans être vu”.